# جائزة هوغو لأفضل عمل درامي
جائزة هوغو لأفضل عمل درامي (بالإنجليزية: Hugo Award for Best Dramatic Presentation)‏ هي واحدة من جوائز هوغو تمنح لأفضل عمل مسرحي كل عام عن الأفلام المسرحية أو الحلقات التليفزيونية أو الأعمال الدرامية الأخرى المرتبطة بالخيال العلمي أو الفانتازيا المنشورة خلال العام الماضي. في الأصل كانت الجائزة تغطي أعمال السينما والتلفزيون ولكن منذ العام 2003، قُسِّمت الجائزة إلى جائزتين: الأولى عن «أفضل عرض مسرحي (طويل)» والأخرى عن «أفضل عرض درامي (قصير)».